# Pfarrkirche St. Johannes der Täufer (Walluf)

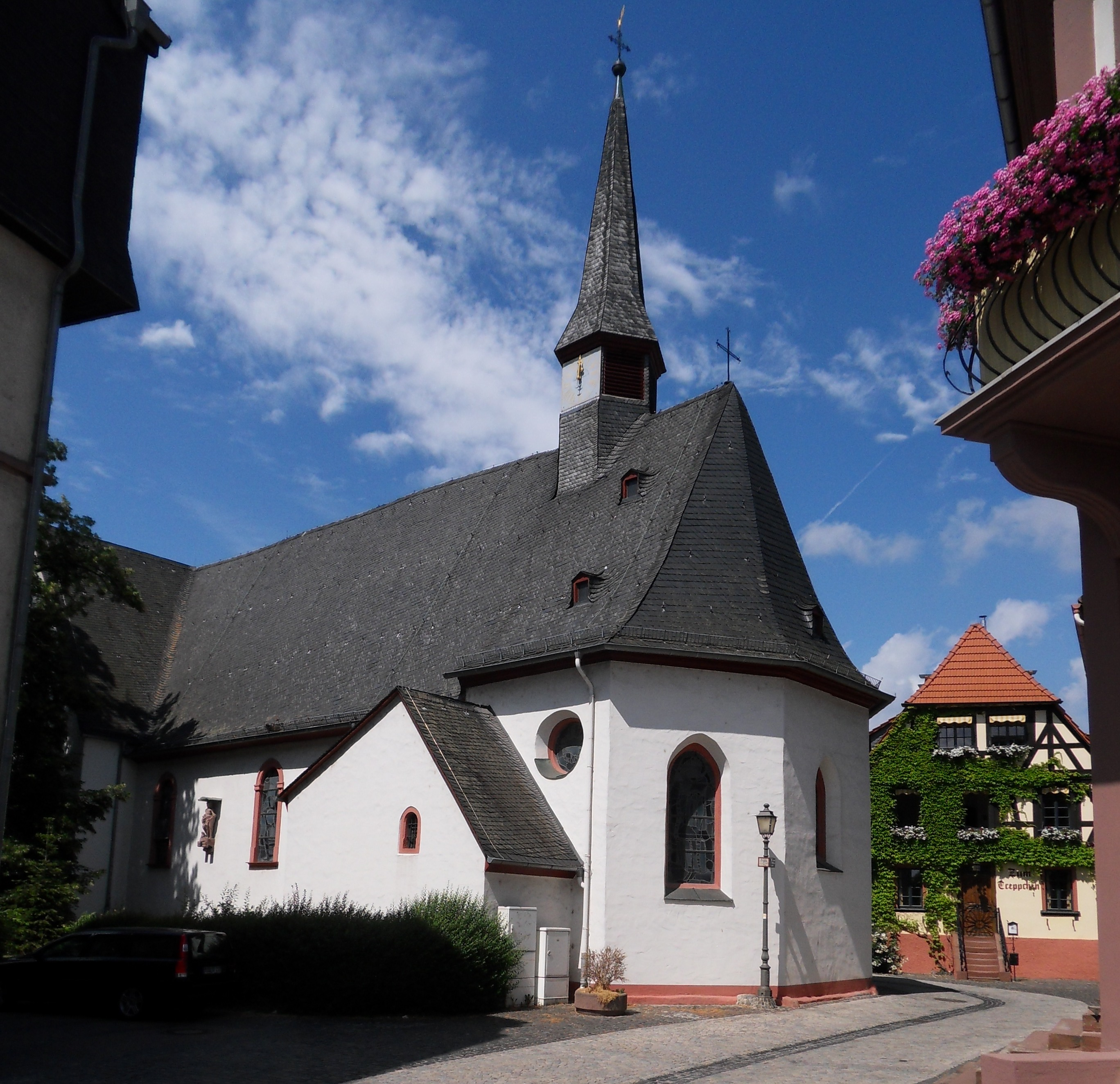
Pfarrkirche St. Johannes der Täufer (Walluf)

Die römisch-katholische, denkmalgeschützte Pfarrkirche St. Johannes der Täufer steht in Niederwalluf, einem Ortsteil der Gemeinde Walluf im Rheingau-Taunus-Kreis in Hessen. Der Kirche gehört zur Pfarrei St. Peter und Paul Rheingau im Bistum Limburg.

## Beschreibung
Der älteste Teil der heutigen Kreuzkirche ist der gotische Chor mit dreiseitigem Schluss im Osten. Das Kirchenschiff wurde 1718/19 angefügt. Mit dem 1954–56 gebauten Querschiff im Westen wurde die Saalkirche zur Kreuzkirche erweitert. Aus dem Satteldach des Chors erhebt sich ein sechseckiger Dachreiter, der mit einem spitzen Helm bedeckt ist. Zur Kirchenausstattung gehören:
- Der Hochaltar aus dem ersten Viertel des 18. Jahrhunderts, auf dessen Altarretabel das Abendmahl Jesu dargestellt ist,
- das Taufbecken von 1603,
- der Schalldeckel der Kanzel,
- die Brüstungen der Kanzel von 1576,
- die Seitenaltäre von 1659 und 1661,
- die um 1720 entstandene Pietà und
- die Orgel mit 20 Registern, zwei Manualen und einem Pedal, 1977 von der Förster & Nicolaus Orgelbau gebaut wurde.[1]

## Glocken
Geläutedisposition: fis′+5 – a′+8 – h′+7 
| Nr. | Name               | Gussmetall    | Masse (kg) | Ø (mm) | Schlagton (16tel) | Abklingdauer (Sec.) | Klangverlauf | Gussjahr | Glockengießer    | Inschrift |
| 1   | Johannes d. Täufer | Glockenbronze | 671        | 1064   | fis1+5            | 61                  | ruhig        | 1946     | Rincker          | SANKT JOHANNES HEISSE ICH / DEN WEG DES HERRN BEREITE ICH / KOMMT IHR GLÄUBIGEN VON NAH UND FERN / KOMMT ZUM HAUS DES HERRN. |
| 2   | Josef              | Glockenbronze | 390        | 889    | a1+8              | 44                  | ruhig        | 1946     | Rincker          | SANKT JOSEFS NAMEN TRAGE ICH / DIE GEMEINDE BESCHÜTZE ICH / GOTT ALLEIN SEI DIE EHR / ER UNS DEN FRIEDEN MEHR.               |
| 3   | ?                  | Glockenbronze | 260        | 786    | h1+7              | 51                  | ruhig        | 1929     | Humpert / Brilon | ? |